# Газове пожежогасіння
Газове пожежогасіння -  це спосіб пожежогасіння, що функціонує на  використанні зріджених (чи стиснутих) газових вогнегасних речовин, що зберігаються у ємностях під потужним тиском. Гази є ефективним засобом боротьби із вогнем. Принцип дії пожежогасіння зрідженими газами відбувається на фізичному і частково хімічному рівні, способом хімічного сповільнення реакції горіння (інгібування). При використанні стиснених газів, припинення горіння відбувається шляхом швидкого зниження концентрації кисню навколо осередку займання
.
Газовий принцип пожежогасіння може використовуватися як в вогнегасниках так і в автоматичних пожежних установках. Автоматична установка, яка здійснює газове пожежогасіння, як правило складається зі сховища газу та газової вогнегасної речовини тобто стиснутого або зрідженого газу, комплекту вузлів керування, насадок, а також сполучних трубопроводів, які забезпечують доставку та випуск газу, пожежних детекторів, приймально-контрольного приладу
.
Система газового пожежогасіння є універсальною. Проте часто системи газового пожежогасіння використовуються для гасіння обладнання та цінностей.
Інші системи пожежогасіння, що використовують для ліквідації загоряння воду, піну, аерозоль, чи порошок, після спрацьовування вони можуть зашкодити, наприклад, картинам, книгам, чи складним електронним пристроям. На противагу цьому, газове пожежогасіння є цілком безпечним для обчислювальних машин, технологічних установок, та цінних предметів .
Проте в газового пожежогасіння є і свої недоліки ним не можна тушити громадські приміщення і приміщення з поганою вентиляцією так як гази що використовуються в газовому пожежогасінні надзвичайно жорстко витісняють повітря з приміщення, тому вимагають вентиляції і уваги людей в приміщенні у якому відбувається процес пожежогасіння.